# Jezioro Grabowskie (Warszawa)
Jezioro Grabowskie – jezioro w Warszawie, w dzielnicy Ursynów, o powierzchni ponad 2 ha.

## Położenie i charakterystyka
Zbiornik wodny to jezioro wytopiskowe, które powstało w niecce wypełnionej nieprzepuszczalnymi glinami. Leży po lewej stronie Wisły, w Warszawie, w dzielnicy Ursynów, w rejonie osiedla Wyczółki niedaleko ulic Pląsy, Hołubcowej i Poloneza. Jezioro zasilane jest poprzez Kanał Grabowski, który również wypływa z jeziora i jest jednym z dopływów Potoku Służewieckiego. W 2012 r. władze Dzielnicy Ursynów rozpoczęły inwestycję polegającą na powiększeniu jeziora oraz jego rekultywacji.

## Morfometria
Zgodnie z ustaleniami w ramach Programu Ochrony Środowiska dla m. st. Warszawy na lata 2009-2012 z uwzględnieniem perspektywy do 2016 r. jezioro położone jest na tarasie nadzalewowym i ma charakter przepływowy. Powierzchnia jeziora wynosi 2,0036 hektara, z czego 1,42 ha to lustro wody, a reszta to szuwary. Na wypływie wód z jeziora znajduje się urządzenie piętrzące wodę. Zlewnia wokół zbiornika wodnego zbudowana jest głównie z utworów czwartorzędowych.
Długość jeziora wynosi 230 m, a jego szerokość 110 m.

## Przyroda
Jezioro wraz z Kanałem Grabowskim stanowi lokalny korytarz ekologiczny. Zgodnie z badaniem z 2004 roku na terenie zbiornika wodnego i w jego okolicach stwierdzono występowanie takich gatunków ptaków jak: perkozek, perkoz rdzawoszyi, łabędź niemy, głowienka, czernica, wodnik, łyska, sieweczka rzeczna, czajka i kaczka krzyżówka. Ogółem stwierdzono występowanie na terenie Jeziora Grabowskiego 48 gatunków ptaków, z czego 13 lęgowych i 6 prawdopodobnie lęgowych.
Zgodnie z ekspertyzą hydrologiczno-przyrodniczą z 2004 roku na terenie Jeziora Grabowskiego stwierdzono występowanie 60 gatunków pierwotniaków i fauny bezkręgowej, w tym jednego gatunku chronionego – skójki malarskiej. Wśród ryb, naliczono 14 gatunków, najliczniejszym gatunkiem był karaś. Stwierdzono także występowanie 6 gatunków płazów (kumak nizinny, traszka zwyczajna, ropucha szara, żaba trawna, żaba jeziorkowa i żaba wodna) i 4 gatunków ssaków (piżmak, mysz polna, mysz domowa, nornica ruda).
Wśród roślin wokół zbiornika wodnego dominującym gatunkiem jest pałka wąskolistna. Rosną tu także następujące gatunki: pałka szerokolistna, mozga trzcinowata i wierzba szara, poza tym: kosaciec żółty, sitowie leśne i przytulia błotna. Znacznie mniejsze obszary zajmują płaty zarośli wierzby wiciowej, nielicznie rośnie tu także wierzba krucha i topola biała.